# Pic dels Vidals
El Pic dels Vidals és una muntanya del terme municipal de la Torre de Cabdella, dins del seu terme primitiu, al Pallars Jussà, prop del límit nord, amb el Pallars Sobirà i el terme d'Espot.
Forma part de la carena que delimita tot el sector nord del terme municipal de la Torre de Cabdella, amb muntanyes que s'aproximen als 3.000 metres. És a ponent del Pic de Peguera, i al nord de tot el sistema d'estanys d'origen glaciar interconnectats amb l'Estany Gento.